# Виолета Гривишка-Танева
Виолета Гривишка-Танева е българска художничка, графичка.
Специална тема на нейното творчество са илюстрации, сързани с богомилските учения, над които тя работи в продължение на цялата си кариера.
Виолета Гривишка е родена на 19 октомври 1937 г. в Плевен. През 1962 г. завършва Художествената академия, специалност „Графика“ при професор Евтим Томов. Работи в областта на графиката, живописта и сценографията. В периода 1962 – 1964 г. се занимава с илюстрациите и оформлението на книги и списания. През 1964 г. постъпва на работа в Плевенския драматичен театър. След като сключва брак с театроведа и испанист Стефан Танев тя се установява в София, където работи за Централния куклен театър, Театър 199, Театър „София“ и други. Със съпруга си посещава неколкократно Испания, която вдъхновява нейни творби, събрани и показани в последната ѝ изложба „Моята Испания“ през октомври 2016 г. в Софийския университет.
След посещенията си в Америка по-рано, Гривишка прави експозицията от акварели и литографии „Моята Америка“, показана в залата на СБХ.
Цялостната ѝ дейност включва над 30 самостоятелни изложби. Участва в международни биеналета и триеналета на графиката във Франция, Бразилия и други страни, на Интерграфик – Берлин, и във всички издания на Биеналето на графиката – Варна, а също и в изложби на български екслибрис из Европа.
В края на 2011 г. художничката дарява на Художествената галерия „Илия Бешков“ – Плевен 140 творби, в т.ч. 85 гравюри, литографии, пастели и 55 екслибриса, които формират в общия фонд на галерията една нова колекция – „Богомили“. Подборката от 44 графични листа е оформена като самостоятелна експозиция, която гостува в български галерии, както и в българските културни институти из Европа – в Братислава, Варшава, Будапеща, Виена, Прага. Изложбата представлява не само художествено, но и историческо изследване на богомилството и неговото разпространение в Европа и Русия. Тя е придружена от географски карти и други артефакти, изработени от Виолета Гривишка–Танева, чиито ранни произведения в този цикъл датират още от края на 1960-те г. През лятото на 2016 г. тази експозиция е показана и в сградата на Народното събрание като тогавашният председател Цецка Цачева я открива.
След нейната смърт през март 2017 г. СБХ организира мащабна ретроспективна изложба, посветена на творчеството ѝ.